# Erich Körting
Karl Erich Körting, född 22 januari 1902 i Dessau, Tyskland, död 21 augusti 1978 i Dernbach, var en tysk SS-Obersturmbannführer.

## Biografi
Körting utnämndes år 1933 till chef för SD i Dessau. I september 1941 utsågs han till tillförordnad chef för Vorkommando Moskau (inom Einsatzgruppe B), som vid det tyska angreppet på Sovjetunionen 1941, Operation Barbarossa, följde Armégrupp Mitte. Vorkommando Moskau hade till uppgift att mörda judar, partisaner och så kallade politruker i området kring Smolensk.
I sin egenskap av chef avlade Körting två rapporter, nr 125 och nr 133, om kommandots aktiviteter. Rapport nr 125, daterad den 26 oktober 1941, anger att antalet offer dittills uppgick till 2 457, medan rapport nr 133, daterad den 14 november 1941, meddelade att dödssiffran hade stigit till 3 457 personer. 
Efter andra världskrigets slut försvann Körting spårlöst och undkom således rättvisan.